# Sascha Urweider
Sascha Urweider (Meiringen, 18 september 1980) is een Zwitsers voormalig wielrenner.
Urweider werd vooral bekend toen op 14 maart 2006 bekend werd gemaakt dat hij door de UCI werd geschorst. Een dopingcontrole op 14 februari dat jaar leverde een ongewoon hoge testosteronwaarde op. Op 6 april bleek de contra-expertise eveneens positief. Urweider werd voor twee jaar geschorst. Na het aflopen van die schorsing kwam hij - vooralsnog - niet terug in competitie.

## Belangrijkste overwinningen
2003
- 4e etappe Giro della Valle d'Aosta

## Resultaten in voornaamste wedstrijden
| Jaar | Ronde van Italië | Ronde van Frankrijk | Ronde van Spanje |
| ---- | ---------------- | ------------------- | ---------------- |
| 2005 | 139e             |                     |                  |